# Культура новгородських сопок
Культура новгородських сопок — середньовічна слов'яно-фінно-норманська археологічна культура, яка існувала на території навколо озера Ільмень у Північно-Східній Європі у VIII—X століттях.
Сформувалась приблизно у VII—VIII ст. внаслідок міграцій у приільмення слов'янського населення. Сприйняла багато елементів місцевого фіно-угорського населення. За іншими даними, культура сформувалась в районі Ладоги в результаті контактів слов'янського населення з норманами, які почали проникати в Східну Європу у VIII ст. Археологія на даний момент не має докладних свідчень про шляхи проникнення слов'ян у даний регіон.